# Antonio Rada
José Antonio "Toño" Rada Angulo (Sabanalarga, Atlántico; 13 de junio de 1936-Barranquilla, 1 de junio de 2014) fue un futbolista colombiano. Fue uno de los jugadores de la Selección Colombia en el Mundial de 1962 en Chile.

## Biografía
Oriundo del diminuto corregimiento de Isabel Lopez en Sabanalarga, Atlántico; se inició para el fútbol en el Sporting de Barranquilla, en el año 1957; donde vio actuar a figuras como Delfín Benítez Cáceres, ex-Boca Juniors de Cali y a Rubi Cerioni, ex-Deportivo Cali. Rada jugó en el Unión Magdalena, posteriormente estuvo en el Deportivo Pereira, Deportes Quindío, Junior de Barranquilla, Atlético Nacional, Atlético Bucaramanga y Deportes Tolima. Falleció en su residencia en Barranquilla, de un cáncer.

## Selección nacional

### Copa Mundial de Fútbol de 1962
Antonio Rada fue convocado por la Selección Colombia en 1960, para jugar en la Copa Mundial de Fútbol con Marcos Coll, Germán Aceros, Marino Klinger, Efraín Sánchez y Francisco Zuluaga en el Grupo A. El en segundo partido donde al minuto 72 marcó el gol del histórico empate 4-4 frente a la Unión Soviética.

### Participaciones en Copas del Mundo
| Mundial                        | Sede  | Resultado    | Partidos | Goles |
| ------------------------------ | ----- | ------------ | -------- | ----- |
| Copa Mundial de Fútbol de 1962 | Chile | Primera fase | 3        | 1     |

## Clubes
| Club                     | País     | Año       |
| ------------------------ | -------- | --------- |
| Sporting de Barranquilla | Colombia | 1955-1959 |
| Unión Magdalena          | Colombia | 1960-1962 |
| Deportivo Pereira        | Colombia | 1962-1965 |
| Junior de Barranquilla   | Colombia | 1966-1967 |
| Atlético Nacional        | Colombia | 1968      |
| Atlético Bucaramanga     | Colombia | 1969      |
| Deportes Tolima          | Colombia | 1970      |